# Gulevache
El gulevache es un idioma creado por el grupo cómico argentino Les Luthiers. Es el idioma de Gulevandia, país ficticio en donde tiene lugar la trama de la ópera Cardoso en Gulevandia, del compositor inventado Johann Sebastian Mastropiero.

## Historia
Según cuenta Carlos Núñez Cortés (1942–), se hallaba en su casa junto con Daniel Rabinovich (1943–2015) improvisando un nuevo acto para el grupo. La idea consistía en dos personajes dialogando en un idioma incomprensible, y que mediante gestos y morisquetas hacían que se entreviese un argumento. En un momento, Núñez recordó una vieja canción de la escuela, cuyo profesor de música le había enseñado y que supuestamente estaba escrita en un «idioma africano» (por supuesto, no era una frase en otro idioma sino una jitanjáfora). La letra decía algo así como «incai gule-gule-gule-gule vache incaití incaitá». De allí surgió la idea de denominar al nuevo idioma gulevache, por hacer uso del mismo recurso de la «palabra sin sentido».
Al día siguiente, los dos comediantes llevaron un breve guion fruto de esta improvisación al resto de Les Luthiers, para someterlo al juicio de estos. La idea no fue muy bien comprendida en su inicio, y parecía que su destino más probable fuese el ser descartada. Sin embargo, Marcos Mundstock, atraído por la idea de la utilización de un idioma extravagante, pidió un tiempo para reflexionar sobre el asunto y sus posibilidades. Unos días después ―según Núñez― apareció con el libreto completo de Cardoso en Gulevandia.
Mundstock había creado un léxico y algunas reglas gramaticales como para dar coherencia al idioma, aunque lo mínimo y necesario como para hacerlo funcionar. Por supuesto, los fines humorísticos del mismo no justificaban un trabajo exhaustivo sobre el asunto. De esa manera se consolidó el gulevache.

## El idioma
La idea del vocabulario del gulevache surge del efecto cómico que pueden tener algunas palabras al ser oídas por un hablante de una lengua emparentada, por tener éstas significados radicalmente diferentes en la una o en la otra. Por ejemplo, cítese el caso de la palabra portuguesa apelido (apodo) que un hispanohablante interpretaría como ‘apellido’ (en portugués sobrenome), obviamente haciendo una interpretación incorrecta.
Mundstock se sirvió de palabras de reminiscencias portuguesas e italianas para la creación de las suyas propias. Asimismo, la sintaxis es netamente la de las lenguas romances, especialmente la española y portuguesa.
Algunas palabras suenan aportuguesadas; por ejemplo:
- forno: ‘horno’.
- deseyo: ‘deseo’.

Otras, en cambio, italianizadas:
- dolorata: ‘dolorida’.
- entrato: ‘entró, entrado’.

## Ejemplos de gulevache
Los siguientes ejemplos fueron extraídos del cuadro segundo del acto primero de la ópera Cardoso en Gulevandia:
«En lo onomis do reyo espaniardo, Machestá, io tuerzo a patas vossas»
‘en nombre del rey de España, majestad, me inclino a vuestros pies’.
«Mornica tomorrós lo prinzo io machihembraré, co’l prinzo mucho hermós»
‘mañana por la mañana al príncipe yo desposaré, con el príncipe muy hermoso’.